# 新米科拉伊夫卡 (巴什坦卡區)
47°40′0″N 32°12′50″E / 47.66667°N 32.21389°E
新米科拉伊夫卡（烏克蘭語：Новомиколаївка），是烏克蘭的村落，位於該國南部尼古拉耶夫州，由巴什坦卡區索菲伊夫卡市鎮負責管轄，始建於1887年，面積1平方公里，海拔高度64米，2001年人口617，人口密度每平方公里617人。